# Юнисон
Юнисон (полное название — «Белорусско-британское совместное предприятие закрытое акционерное общество „Юнисон“»; бел. СП ЗАТ «Юнісон») — белорусский автозавод.

## История
В мае 1996 года компания Ford подписывает соглашение с белорусским правительством о создании сборочного производства автомобилей марки Ford. 30 июля 1997 года состоялась торжественная церемония открытия нового сборочного производства Ford Union в одном из цехов Минского тракторного завода около деревни Обчак Минского района Минской области. Было образовано СП «Форд-Юнион», где 51% акций принадлежал Ford, 26% — государству и 23% — белорусскому дилеру Ford «Лада ОМС» (был подконтролен белорусскому предпринимателю Алексею Ваганову). Здесь начинается сборка микроавтобусов Ford Transit, а позднее и Ford Escort. Уже с сентября 1997 года начинаются поставки автомобилей в Россию.
В 2000 году компания Ford уходит с белорусского рынка и сборка автомобилей Ford прекращается; всего в 1997—2000 гг. было произведено 3660 автомобилей. Основной причиной отказа от продолжения работы стало введение государством акцизов на автомобили. Корпуса завода были проданы британской компании — производителю пластмассовых изделий. 
В 2002 году для загрузки производственных мощностей рассматривалось несколько вариантов: организация производства глушителей и тормозных систем, переработка автомобильных покрышек с металлокордом, сборка автомобилей ГАЗ, ПАЗ и РусПромАвто.
С 2005 года (по другой информации, с 2004 года) на предприятии, одним из акционеров которого стала структура Виталия Арбузова, основной бизнес которого был связан с производством и дистрибуцией автокомпонентов Fenox, получившим название «Юнисон» (Unison) ведётся сборка польских лёгких грузовиков марки Lublin. Однако, в связи с покупкой польской компании концерном Daewoo в 2008 году, сборка прекращается.
С 2006 года начинается сотрудничество «Юнисона» с иранским автомобильным производителем Iran Khodro. 11 августа 2006 года стартовала сборка иранских легковых автомобилей Iran Khodro Samand, которое длилось до 2013 года (было собрано 2 тысячи автомобилей).
В 2011-2012 годах велась сборка лёгких коммерческих грузовиков KIA K2500.
С 2012 года началось сотрудничество с китайской компанией «Зоту» (Zotye), а с 2014 года было подписано соглашение с General Motors, а также с Groupe PSA. Благодаря этому стало возможным наладить сборку автомобилей марки Peugeot и Citroen, а также переоборудовать их в автомобили скорой помощи, специальные микроавтобусы и прочее.
В 2014—2017 годах на предприятии собирались автомобили:
- Peugeot 301, Partner, 508, 3008.
- Citroen C-Elysee, Berlingo, DS4.
- Cadillac ХТ5, CTS, Escalade.
- Opel Mokka
- Chevrolet Tahoe, Tracker

За январь—сентябрь 2015 года через дилерскую сеть компании было продано 300 Peugeot и 50 Citroen, собранных в Обчаке. По состоянию на 2016 год велось расширение производства с увеличением локализации производства до 30 %: строились покрасочный цех и цех сварки. Проектные мощности предприятия в 2016 году составляли 20 тысяч автомобилей в год.
В 2018 году планировалась сборка внедорожников индийской марки Mahindra.
В 2018—2019 гг. компания вела переговоры о выкупе законсервированного завода General Motors в поселке Шушары около Санкт-Петербурга, но сделка не состоялась. В 2019 году на заводе была произведена пробная партия электромобилей Zotye E200. В январе 2019 года ФАС России одобрила приобретение аффилированной компанией ООО «Юнисон Авто Рус» этих активов «Дженерал Моторз Авто».
В июне 2020 года было объявлено о начале сборки автомобилей Changan.

## Современное состояние
По состоянию на 2021 год предприятие производит спецтехнику на базе микроавтобусов и фургонов ГАЗ, Ford, Mercedes-Benz, Renault и на базе легковых автомобилей Lada, в основном автомобили скорой и медицинской помощи, микроавтобусы и ритуальные автомобили.
С августа 2022 года СП ведёт переговоры с китайским автомобильным производителем BAIC о сборке на своих мощностях автомобилей марки Beijing.

## Галерея
- Ford Transit (1997-2000)
- Ford Escort (1998-2000)
- Lublin 3 (2004-2007)
- Iran Khodro Samand (2006-2013)
- Zotye Z300 (2014-2017)